# IC 3259
IC 3259 је спирална галаксија у сазвјежђу Дјевица која се налази на листи објеката дубоког неба у Индекс каталогу.
Деклинација објекта је + 7° 11' 11" а ректасцензија 12h 23m 48,6s. Привидна величина (магнитуда) објекта IC 3259 износи 13,6 а фотографска магнитуда 14,2. IC 3259 је још познат и под ознакама UGC 7469, MCG 1-32-40, CGCG 42-72, VCC 667, PGC 40273.